# 미국의 적극적 우대조치
미국의 적극적 우대조치는 (소수 인종, 여성 등) 역사적으로 차별받아온 집단을 대상으로 정부, 민간에서 의무적으로 또는 자발적으로 혜택을 제공하는 것이다. 특히 교육, 고용 분야에 주로 적용된다. 적극적 우대조치가 발생한 주된 이유는, 현재까지 지속되는 차별과 불이익을 바로잡기 위함이다. 이를 통해 장기적으로는 대학, 병원, 경찰과 같은 공공기관의 구성원을 사회 구성원 비율과 일치시키고자 하는 정책이다.

## 같이 보기
- 적극적 우대조치

1. 1 2  Feinberg, Walter (2005년 9월 15일).  Lafollette, Hugh, 편집. “Affirmative Action”. 《The Oxford Handbook of Practical Ethics》 1. doi:10.1093/oxfordhb/9780199284238.003.0012.
2. ↑  Messerli, Joe (April 2010). “Should affirmative action policies, which give preferential treatment based on minority status, be eliminated?”. 《BalancedPolitics.org》. 2019년 2월 27일에 원본 문서에서 보존된 문서. 2015년 3월 3일에 확인함.
3. ↑  Herring, Cedric (Spring 1995). “African Americans and disadvantage in the U.S. labor market”. 《Perspectives》 2 (1). Pdf.
4. ↑  Chubb, C; Melis, S; Potter, L; Storry, R (2008). 《The global gender pay gap》 (PDF). International Trade Union Confederation. 2010년 5월 1일에 확인함.
5. ↑  Butto, James; Moore, Kelli N; Rienzo, Barbara A. (2006). 《Supporting diversity works: African American male and female employment in six Florida cities》 (PDF). Western Journal of Black Studies. 2010년 5월 5일에 확인함.
6. ↑  Obama, Barack (2010년 4월 20일). “Presidential Proclamation – National Equal Pay Day”. 《whitehouse.gov》. 2017년 2월 16일에 원본 문서에서 보존된 문서. 2010년 5월 5일에 확인함.
7. ↑  “Median Weekly Earnings, by sex and race”. U.S. Department of Labor. 2008. 2010년 5월 27일에 원본 문서에서 보존된 문서. 2010년 5월 5일에 확인함.
8. ↑  Anderson, Elizabeth S.; Rawls, John; Thurnau, Arthur F. (July 2008). “Race, gender, and affirmative action (resource page for teaching and study)”. University of Michigan. 2010년 6월 4일에 원본 문서에서 보존된 문서. 2010년 5월 5일에 확인함.